# 欧麦尔·本·赫塔卜
歐瑪爾·賓·哈塔卜（阿拉伯语：عمر بن الخطاب，羅馬化：ʻUmar ibn al-Khaṭṭāb，584年—644年11月3日），又译奥马尔，是伊斯兰教历史上四大哈里發中的第二代（634年起）。先知穆罕默德的薩哈巴。他在634年8月23日繼穆罕默德的岳父阿布·伯克尔（632–634）之後，成為正統哈里發的第二位哈里發。他是穆斯林法学家。伊斯兰歷史家常稱他為歐瑪爾一世。

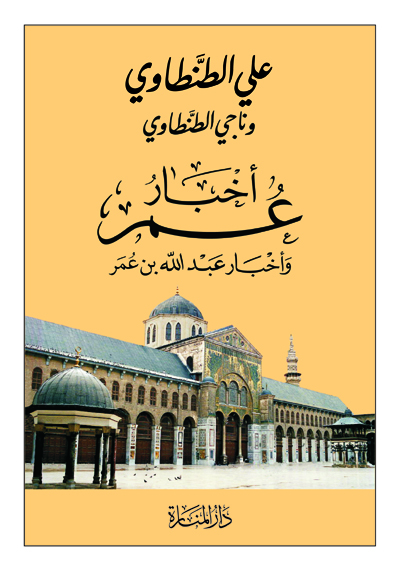
欧麦尔的歷史書

在欧麦尔的統治下，哈里发國迅速扩张，征服了萨珊王朝及拜占庭帝国三分之二的领土。他對萨珊王朝的攻擊即為歷時不到二年結束的伊斯蘭對波斯的征服，（642–644）。依照猶太的傳統，欧麦尔解除了基督教對犹太人的禁令，允許他們回到耶路撒冷，也允許他們敬拜。欧麦尔最後是在公元644年被波斯人阿布·卢厄卢阿·费鲁兹所殺。
在遜尼派中，將欧麦尔視為是偉大的領導者，是伊斯蘭美德的典範，有些聖訓認定他是繼阿布·巴克爾之後第二偉大的薩哈巴，不過什叶派對他有負面的評價。

## 生平

### 早年生活
欧麦尔出生于麦加，早年当过牧羊人和商贩，在低微的环境下长大。他的父亲哈塔卜·伊本·努法伊出身于一个中产阶级多神论家庭。在那个尚未开化的时代，他受过良好教育、尚武，并且体格强壮。尽管欧麦尔广受尊重且来自一个具有贵族血统的家庭，但他与其余的古莱什人并没有太大的不同。在伊斯兰创教前欧麦尔只是古莱什部落的普通一分子。
当穆罕默德开始传教时，欧麦尔致力于保护阿拉伯传统的多神信仰。他坚决反对穆罕默德，并积极迫害穆斯林。在早期传说中，欧麦尔甚至断然行刺穆罕默德。一个路过的穆斯林告诉他最好先處理好自己的家务事，因为当时欧麦尔的妹妹和妹夫都已皈依伊斯兰教。当抵达他妹妹的住所时，他发现她和她丈夫正在诵读穆罕默德的诗歌（現為《古兰经》的詩篇）。这激怒了他，使他与妹夫发生斗殴。他妹妹为了保护丈夫而被欧麦尔误伤，当看见她流血时，欧麦尔深感悔悟。为了表示和解之意，欧麦尔也誦讀了一段他妹妹刚刚念诵的詩歌。据说因为被這段詩歌感化，欧麦尔当天就皈依了伊斯兰教。当欧麦尔向古莱什族酋长阿布·贾赫勒报告他改宗的事之後，据传酋长怒斥他：“神诅咒你！”欧麦尔从此公开在克尔白为伊斯兰教祷告，部落酋长苏富扬和阿布·贾赫勒对此大为愤怒然而只能坐视。欧麦尔的行為使得穆斯林对公开传教信心大增，因为没有人敢阻挠欧麦尔的祷告。

### 迁居麦地那
欧麦尔于622年迁居麦地那，他是最早迁居麦地那的移民者之一。在那儿他成为穆罕默德的两大主要顾问之一（另一位是艾卜·伯克尔）。他参与了巴德尔、乌胡德和海巴尔的战斗和奇袭叙利亚，及许多其他的战役，成为穆罕默德的亲密战友。625年，欧麦尔的女儿哈夫莎嫁给了先知穆罕默德。

### 艾卜·伯克尔任哈里发时期
艾卜·伯克尔被推举为新一任领导人，即哈里发。麦地那本土的穆斯林准备推举他们自己的领导人。这粉碎了麦地那本土居民与麦加移民所达成的一致。艾卜·伯克尔与欧麦尔两人双双参加了会议，经过一天的商讨后，欧麦尔主动宣誓效忠于伯克尔。伊斯兰选民跟着也向伯克尔效忠，服从穆罕默德给出的种种暗示：艾卜·伯克尔将成为他的继承人。
艾卜·伯克尔在位时间很短，他行使职权的大部分时间都被叛教战争所占用，在这次战争中一些部落企图脱离穆斯林联盟。欧麦尔当时是伯克尔的主要顾问。在艾卜·伯克尔于634年去世后，欧麦尔被指定为继承人。

### 欧麦尔的统治
在欧麦尔任哈里发时期，伊斯兰帝国以空前的速度进行扩张，征服了美索不达米亚、波斯的部分领土并最终灭亡当时统治波斯的萨珊王朝，并从拜占庭帝国手中夺取了埃及、巴勒斯坦、北非和亚美尼亚。636年在大马士革附近进行的耶尔穆克之战中，欧麦尔以少胜多，结束了拜占庭帝国在敘利亞的统治。虽然伊斯兰帝国一开始就向外扩张，那些被征服土地上的人民（尤其是波斯人）在发展伊斯兰文化方面做了重大贡献。
在636年的幼发拉底河畔的阿尔-卡迪西亚会战中，阿拉伯人以少胜多大败波斯人。会战过程中阿拉伯将领萨德·伊本·阿比·瓦卡斯包抄了萨珊大军并击杀波斯将领罗斯塔姆·法罗赫扎德。

### 条约与历法
637年，在漫长的耶路撒冷围城之后，阿拉伯军队得以和平进城并签定条约。几年前当地长老曾宣布他不会与除哈里发本人之外的任何人签订条约。基于这个原因，欧麦尔在穆斯林军队完全控制周边领土之后，亲自来到耶路撒冷。为了穆斯林与基督徒双方利益，欧麦尔谦恭地与他身旁骑驴的侍从一起入城。据说他已经把门户交还给该城居民经由正统基督徒长老索福容尼斯，在签订和約之后欧麦尔让长老带领他去古老的犹太聖殿遗址。当欧麦尔发现遗址覆盖于污渍之中后十分震惊，欧麦尔当场跪下，用手清理。其他穆斯林看到他的行动后也纷纷跟随他，马上阿克萨周边约25英亩被清理干净。其后一个木质的清真寺在遗址南部被建立，这就是今天的阿克萨清真寺。欧麦尔被一个已改宗伊斯兰的拉比卡伯阿拉巴（Ka'ab al-Ahbar）带领参观了遗址的奠基石。这块石头被栅栏包围，多年以后倭马亚王朝的哈里发在遗址之上修建了圆顶清真寺。
占领耶路撒冷之后，欧麦尔受到市内居民的尊敬。犹太人被允许保留他们的犹太教信仰，并居住在耶路撒冷附近，这是500年前他们从圣地被逐出后第一次获得这种自由。根据犹太百科全书，70个家庭在城中定居下来。欧麦尔还许可了一些协定（被称为欧麦尔盟约），与基督徒一起，确立了他们在穆斯林统治之下的权利与义务。
作为一个征服者，欧麦尔主导了多项改革并全面检视了国家政策。他在新征服的土地上确立并发展了行政部门，包括一些新的政府部门和官僚机构，并主持了穆斯林统治区域的人口普查。在他的统治下，驻军的城市如巴士拉、库法被建立及扩展。638年，他主持扩建和修复了麦加的禁寺和麦地那的先知寺等二座清真寺。他开始组织编撰伊斯兰法典。与此同时，他下令驱逐奈季兰和海白尔的基督教及犹太教团体，并禁止非穆斯林在汉志居住三天以上。
作为一名君王，欧麦尔因他勤儉的生活方式而闻名。与纸醉金迷而趋向腐化的多数君王不同，與穆斯林創業之初相較，欧麦尔的生活并没有甚麼改变，依然簡樸。639年，他继位为哈里发4年后、希吉来（指穆罕默德从麦加迁徙麦地那的历史事件）17年后，制定了伊斯兰历（回历），以希吉来为纪元。
644年，欧麦尔被一名信仰基督教的波斯奴隶刺杀，实际上，可能是受人指使的政治暗杀。